# 寶林公共運輸交匯處

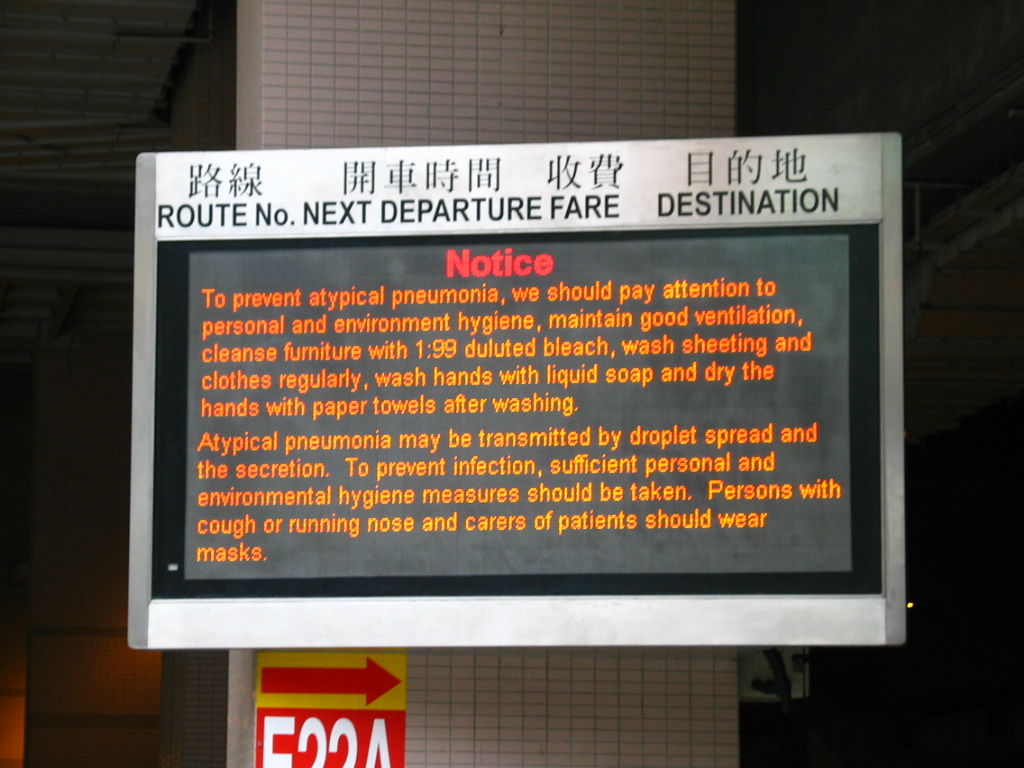
在沙士時，寶林總站的九巴路線資料屏被用作顯示預防訊息

寶林公共運輸交匯處是一個位於香港西貢區將軍澳寶林的公共運輸交匯處，上蓋為新都城二期，於1999年6月27日啟用。所有以舊寶林總站作總站的小巴和巴士路線於該站啟用時均即時搬入交匯處，以便進行興建港鐵寶琳站工程。
寶林巴士總站是寶林公共運輸交匯處的其中一部份。

## 歷史
配合將軍澳新市鎮發展，寶林總站曾經歷4次搬遷：
- 第一代總站（1987年－1992年）位於寶琳北路油站背後，現已改作停車場。巴士以寶琳北路進出總站，在總站停泊時車頭朝東方。
搬遷原因：配合欣明苑、景林邨及第二代總站落成啟用，能夠惠及更多居民。
- 第二代總站（1992年－1995年）位於將軍澳警署對面，即現時新都城9-11座及新都城街市位置。巴士以L2路（現稱佳景路）進入、欣景路離開總站，在總站停泊時車頭朝西北方。
搬遷原因：配合新都城二期動工興建。
- 第三代總站（1995年－1999年）位於貿業路旁邊的空地，即現時港鐵寶琳站位置。巴士以寶豐路進入、L2路（現稱佳景路）離開總站，在總站停泊時車頭朝東南方。
搬遷原因：配合新都城二期及附設的公共運輸交匯處落成，以及地鐵（現稱港鐵）將軍澳綫寶琳站在原址動工興建。
- 第四代總站（1999年－）位於新都城二期地面。巴士以佳景路進入、欣景路離開總站，在總站停泊時車頭朝西北方。
此乃永久總站，而寶琳的發展亦已接近尾聲。

## 總站路線資料（巴士）

### 九龍巴士91M線
- 寶林 ↔ 鑽石山站

1976年4月1日起投入服務，是坑口和清水灣道沿線居民往返九龍市區的路線。現時途經景林邨、坑口、大埔仔、香港科技大學、壁屋、井欄樹、牛池灣、新蒲崗及鑽石山。

### 九龍巴士93A線
- 寶林 ↔ 觀塘碼頭

1987年9月7日起投入服務，是將軍澳發展為新市鎮後首條開辦的路線。現時途經寶林邨、翠林邨、康盛花園、馬游塘、寶達邨、曉光街、和樂邨及觀塘工業區。

### 九龍巴士93K線
- 寶林 ↔ 旺角東站

1988年5月27日起投入服務，開辦初期客量極高。現時途經寶林邨、翠林邨、康盛花園、馬游塘、寶達邨、觀塘市中心、牛頭角、九龍灣、新蒲崗、九龍城、土瓜灣、紅磡、油麻地及旺角。

### 九龍巴士93M線
- 彩明 → 寶林（經藍田站）

1989年8月9日起投入服務，港鐵將軍澳綫通車前，是將軍澳居民主要的鐵路接駁路線，2011年8月27日起延長由彩明公共運輸交匯處開出，但仍以此處作終站。

### 九龍巴士93P線
- 寶林 ↔ 旺角（柏景灣）

2022年8月29日起投入服務，途經寶林邨、翠林邨、康盛花園、馬游塘、寶達邨、秀茂坪、牛頭角、九龍灣、啟德隧道、紅磡（祇限回程）、油麻地、旺角及大角咀，只於平日繁忙時間提供服務。

### 九龍巴士297線
- 寶林 ↔ 紅磡（紅鸞道）

1996年5月6日投入服務，途經景林邨、坑口（北）、厚德邨、頌明苑、將軍澳隧道、觀塘繞道、九龍灣商貿區、啟德隧道（只限去程）、新蒲崗（只限回程）、九龍城（只限回程）、土瓜灣及紅磡。

### 城巴A29線
- 將軍澳（寶琳） ↔ 機場

於2011年9月25日投入服務，途經坑口、將軍澳隧道、觀塘市中心、牛頭角、九龍灣、牛池灣（只限回程）、鑽石山、黃大仙、大窩坪、呈祥道、青葵公路、青嶼幹線、香港國際機場一號客運大樓及港珠澳大橋香港口岸。

### 城巴E22S線
- 東涌（滿東邨） ↔ 將軍澳（寶琳）

於2009年11月30日投入服務，途經東涌北、大窩坪、黃大仙、鑽石山、牛池灣、九龍灣、牛頭角、觀塘市中心、將軍澳市中心、調景嶺及坑口，為城巴E22A線的特別班次，只於平日繁忙時間提供服務。

### 城巴NA29線
- 將軍澳（寶琳） ↔ 港珠澳大橋香港口岸（經機場客運大樓）

於2015年7月23日投入服務，途經坑口、觀塘市中心、牛頭角、九龍灣、牛池灣（只限回程）、鑽石山、黃大仙、大窩坪及一號客運大樓，只於深宵時段提供服務。

## 總站路線資料（專線小巴）

### 新界區專線小巴11S線
- 寶林 ↔ 彩虹邨

途經景林邨、坑口村、坑口、大埔仔、香港科技大學、壁屋、井欄樹、牛池灣。

### 新界區專線小巴12線
- 寶林 ↔ 西貢

途經寶林邨、翠林邨、康盛花園、馬游塘、寶達邨、秀茂坪、四順、井欄樹、壁屋、香港科技大學、蠔涌、白沙灣、西貢市中心。
- 寶林 ↺ 順利邨（特別班次）

途經寶林邨、翠林邨、康盛花園、馬游塘、寶達邨、秀茂坪、四順。

### 新界區專線小巴12A線
- 寶林 ↔ 順利紀律部隊宿舍

### 新界區專線小巴16線
- 寶琳 ↔ 布袋澳

途經景林邨、坑口、孟公屋、大坳門、清水灣巴士總站、布袋澳。

### 新界區專線小巴106線
- 寶林 ↔ 九龍灣（企業廣場）

### 新界區專線小巴107線
- 靈實醫院 ↔ 寶林

途經茵怡花園、新都城、寶康公園、將軍澳運動場（不設站）、唐明街。

### 新界區專線小巴111線
- 寶林 ↔ 新蒲崗（康強街）

途經寶林邨、翠林邨、康盛花園、馬游塘、寶達邨、國際展貿中心、九龍灣啟祥道、彩虹邨、彩虹道。

### 新界區專線小巴115線
- 寶林 ↔ 駿昌街

## 途經路線資料（巴士）

### 九龍巴士98P線
- 康盛花園 → 尖沙咀東
尖沙咀東 → 坑口（北）

只限往尖沙咀東方向途經

### 九龍巴士293S線
- 坑口（銀澳路） ↔ 美孚

只限往美孚方向途經

### 九龍巴士296M線
- 康盛花園 ↔ 坑口站

只限往坑口站方向途經

### 過海隧道巴士690線
- 康盛花園 ↔ 中環（交易廣場）

只限往中環（交易廣場）方向途經

### 過海隧道巴士690P線
- 康盛花園 → 中環（交易廣場）

只限往中環（交易廣場）方向途經

### 九龍巴士N293線
- 尚德 ↔ 旺角（柏景灣）

只限往旺角（柏景灣）方向途經

### 過海隧道巴士N691線
- 調景嶺 ↔ 中環（港澳碼頭）

只限往中環（港澳碼頭）方向途經

## 途經路線資料（專線小巴）

### 新界區專線小巴15A線
- 坑口（北） ↔ 茵怡花園

## 其他交通服務

### 新都城免費穿梭巴士
- 將軍澳醫院線（新都城二期 ↔ 將軍澳醫院（寶寧里迴旋處））
  - 日期：星期一至日及公眾假期
  - 時間：12:10及13:10（由將軍澳醫院至新都城二期）；12:50及13:50 （由新都城二期至將軍澳醫院）

- 區內南線（新都城二期→新都城一期→唐德街天晉→新都城二期）
  - 日期：星期六、日及公眾假期
  - 時間：11:30－20:30（每60分鐘一班，共10班）

- 藍田線（新都城二期→新都城一期→藍田公共運輸交匯處上落客區→新都城二期）
  - 日期：星期六、日及公眾假期
  - 時間：11:30－20:30（每60分鐘一班，共10班）

- 西貢線（新都城二期→西貢鄧肇堅運動場→新都城二期）
  - 日期：星期六、日及公眾假期
  - 時間：11:30－20:30（每60分鐘一班，共10班）

## 曾經使用本總站的巴士路線
- 90特別車 寶林←→調景嶺
- 93A特別車 寶林→觀塘地鐵站
- 93K特別車 寶林→紅磡（蕪湖街）
- 293P 寶林→旺角火車站
- 293S 寶林←→旺角/九龍城
- 296 康盛花園←→尚德（循環線）
- 298M 寶林←→香港科技大學
- 690P特別車 寶林→中環（港澳碼頭）

## 站位設計
本站採用鋸齒形設計。除N293、N691共用一站，A29、E22S共用一站外，其餘各線都是一線一站。值得一題的是，寶林總站有一個落客站供九巴以寶林作總站的路線使用，但該落客站卻使用新都城二期作站名。

## 車坑分佈
| 車坑分佈（以入口最左邊起計） | 車坑分佈（以入口最左邊起計） | 車坑分佈（以入口最左邊起計）                                                              |
| 車坑編號                     | 用途                         | 路線                                                                                      |
| ---------------------------- | ---------------------------- | ----------------------------------------------------------------------------------------- |
| 1                            | 一號車坑                     | 九龍巴士91M、93K、93P、98P、293S、N293線 過海隧道巴士690、690P、N691線                    |
| 2                            | 二號車坑                     | 九龍巴士93A、296M、297線 城巴A29、E22S、NA29線                                            |
| 3                            | 三號車坑                     | 專線小巴11S、12、12A、15A、16、106、107、111、115線 新都城中心穿梭巴士將軍澳醫院線 的士站 |
| 4                            | 四號車坑                     | 公眾車道                                                                                  |
| 5                            | 五號車坑                     | 新都城中心穿梭巴士區內南線、新都城中心穿梭巴士藍田線、新都城中心穿梭巴士西貢線            |

## 使用狀況
使用量一般，多數是寶林周邊地區的居民。
現時九龍巴士290線、九龍巴士290A線、城巴798線、過海隧道巴士690線（往康盛花園方向）、城巴E22A線、城巴E22C線和城巴N29線在本站外的欣景路巴士站停靠，沒有駛經本站。
新界區專線小巴15M線及17M線位於寶琳站C出口外，並非位於寶林公共運輸交匯處。

## 外部連結
- 九巴（页面存档备份，存于）
- 寶琳站公共運輸交匯處 （页面存档备份，存于），城巴／新巴